# Geelsnavelwouw
De geelsnavelwouw (Milvus aegyptius) is een roofvogel uit de familie van de  Accipitridae (havikachtigen).

## Verspreiding en leefgebied
Deze soort komt wijdverspreid voor in Afrika en telt twee ondersoorten:
- M. a. aegyptius: Egypte, noordoostelijk Afrika en zuidwestelijk Arabië.
- M. a. parasitus: Afrika bezuiden de Sahara, de Comoren en Madagaskar.